# VinWay
VinWay (укр. «ВінВей - Вінницький шлях») — клас одно- та багатосекційних модернізовнізованих трамвайних вагонів, що розраховані на стандарт колії 1000 мм. 

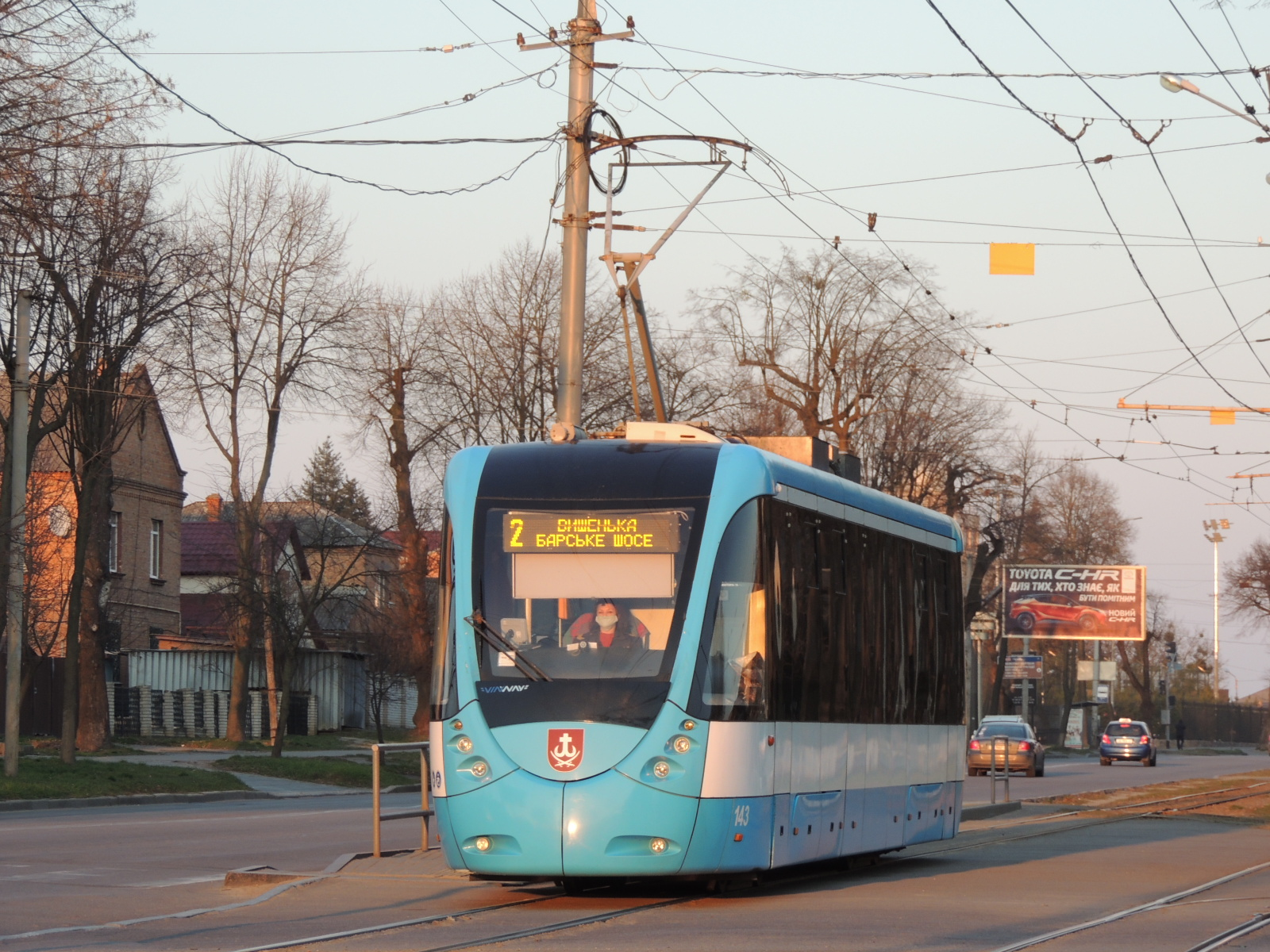
Трамвай T4UA "VinWay" №143 на Хмельницькому шосе

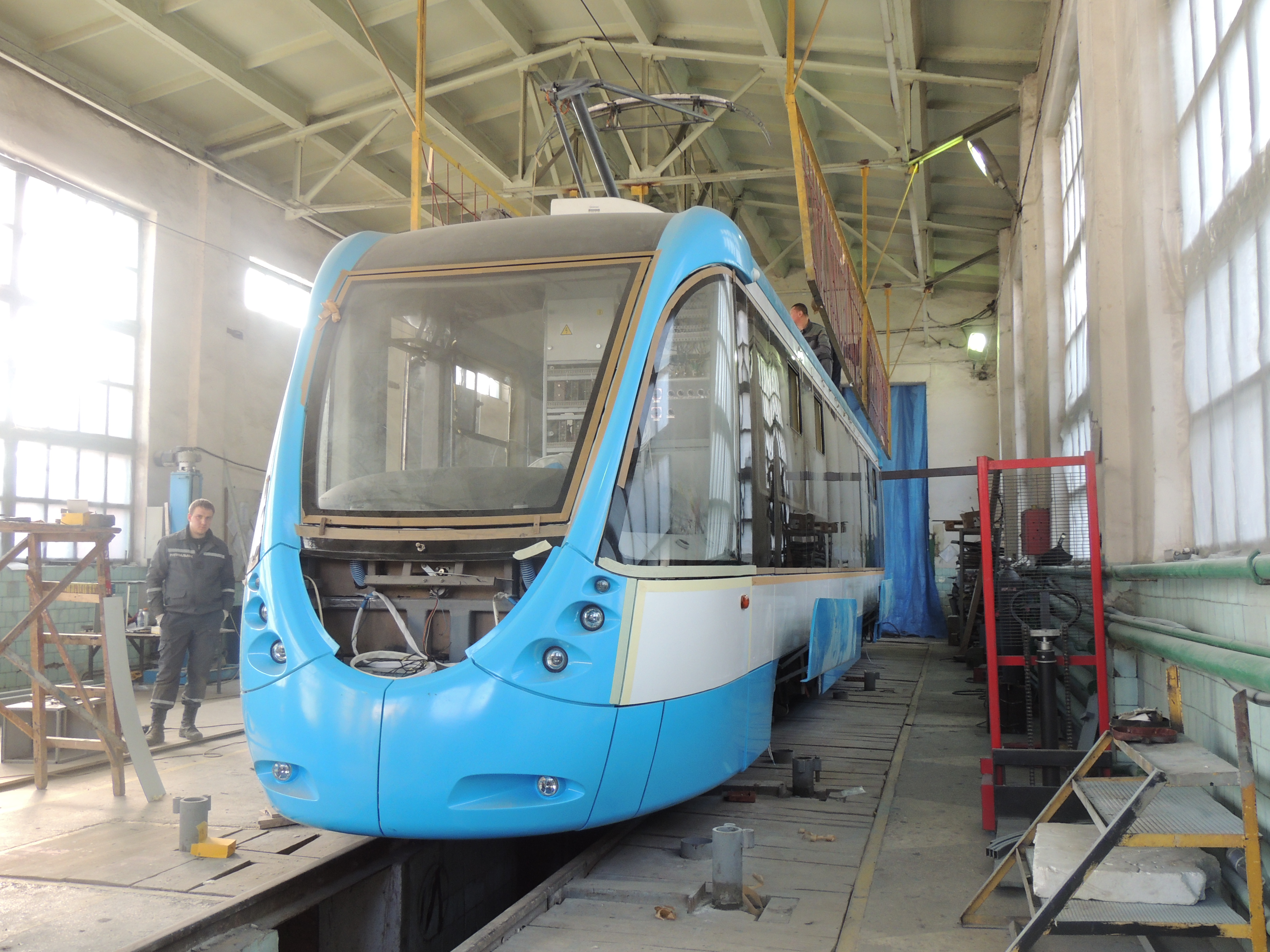
T4UA "VinWay" №130 на стадії виробництва у трамвайному депо.

Дослідний зразок нового трамвая, назву якому придумали самі вінничани, був виготовлений в депо "Вінницької транспортної компанії" в 2015 році. За основу був взятий вагон Tatra KT4SU. "Один з коротких трамваїв - найперший, який ми зробили без вставки. Він складається з двох секцій, але, коли ми його робили, зрозуміли, що потрібно робити його більш пристосованим для людей з інвалідністю. Тому було прийнято рішення зробити частково низький рівень підлоги ", - згадує генеральний директор КП "ВТК" Михайло Луценко. Таким чином поступово "модельний ряд" "Вінвеїв" розширився до трьох різновидів: крім найпершої машини, на комунальному підприємстві стали збирати трисекційні (з низькою підлогою вставкою) і односекційні трамваї. Для них використовуються візки чеських вагонів KT4SU. Довжина трамваїв становить 31 і 16 метрів. 

## Характеристики вагонів VinWay
|                           | T4UA "VinWay"       | KT4MB "VinWay"      | KT4UA "VinWay"                                |
| ------------------------- | ------------------- | ------------------- | --------------------------------------------- |
| Кількість трамваїв        | 5                   | 1                   | 4                                             |
| Бортові номера            | 109,130,136,143,147 | 224                 | 221,223,225,228                               |
| Довжина вагону, мм.       | 16000               | 20000               | 31000                                         |
| Ширина вагону, мм.        | 2285                | 2285                | 2285                                          |
| Кількість секцій          | 1                   | 2                   | 3                                             |
| Основа кузова             | Новий кузов         | Кузов KT4SU         | Кузов KT4SU з новою низькопідлоговою вставкою |
| Візки, (кількість візків) | KT4SU, (2)          | KT4SU, (2)          | KT4SU, (4)                                    |
| Система керування         | Cegelec             | Cegelec TV Progress | Cegelec                                       |

## Хронологія виготовлених трамваїв
- 3 вересня 2015 року у Вінниці презентували «трамвай майбутнього» - Tatra KT4МВ «VinWay» №224, який працівники Вінницької транспортної компанії створили на базі вагона Tatra КТ4SU. Було повністю змінено дизайн вагона. Його обладнали системою керування чеської компанії Cegelec. Дане обладнання допомагає заощадити 40% електроенергії.

- 2 вересня 2016 року у маршрут виїхав другий трамвай власного виробництва - KT4UA «VinWay» №228. Другий VinWay довший за свого попередника за рахунок нізькополоі вставки, дозволить користуватися транспортом людям з обмеженими фізичним можливостями і мамам з колясками а також, вагон може вмістити до 400 пасажирів.

- 27 жовтня 2016 року у свій перший рейс виїхав третій модернізований трамвай - KT4UA «VinWay» №225, по характеристикам цей вагон нічим не відрізняється від свого попередника вагону №228.

- 12 січня 2017 року на лінію виїхав короткий T4UA «VinWay» №109. Розрахункова пасажиромісткість - 120 чоловік. Трамвай обладнаний сучасною економічною електронною системою управління двигунами, сучасними системами візуального контролю за роботою систем вагона, камерами заднього виду а також, як і попередні вагони, секцією з низькою підлогою.

- У середині квітня 2017 року, після серії випробувань, на маршрут вийшов п'ятий за рахунком модернізований трамвай T4UA «VinWay» №130.

- У липні 2017 року був повністю готовий до пасажирської експлуатації шостий модернізований T4UA «VinWay» №136.

- 4 грудня 2017 року у місто виїхав новий  KT4UA «VinWay» №223. Від попереднього, шостого трамваю, він відрізняється тим, що зроблені округліші сходи зі склопластика, вони зручніші та безпечніші, – розповідає директор “Вінницької транспортної компанії” Михайло Луценко. – В дверях встановлене запобіжне пристосування, яке надійніше блокує двері. Ми постійно з кожним вагоном удосконалюємо сам принцип роботи дверей. Трамвай розрахований на перевезення 168 пасажирів, де 44 місця для сидіння. Обкатку ми вже зробили, всі випробовування пройдені, є відповідні документи на право експлуатації[2].

- 10 січня 2018 року у свій перший рейс виїхав T4UA «VinWay» №147.

- 23 травня 2018 року на маршрут вийшов T4UA «VinWay» №143.  Дев’ятий модернізований трамвай має 16 метрів довжини з низькополою вставкою. За оснащенням від решти “вінвеїв” відрізняється тільки тим, що має в салоні на п’ять сидячих місць більше.

- 25 жовтня 2018 року був модернізований останній, на даний момент, трамвай - KT4UA «VinWay» №221. Випуск десятого вагону приурочили до 105-ї річниці з появи вінницьких трамваїв. Цей вагон у довжину 32 метри та має три секції. Транспортники врахували побажання містян, та облаштували більше місць для сидіння. Якщо у попередніх вагонах їх було 50, то у новому – 60. Окрім цього наявні ще й відкидні сидіння. Загальна пасажиромісткість – 306 осіб[3].